# Echinorhynchus solitarium
Echinorhynchus solitarium är en hakmaskart som beskrevs av Raffaele Molin 1858. Echinorhynchus solitarium ingår i släktet Echinorhynchus och familjen Echinorhynchidae. Inga underarter finns listade i Catalogue of Life.